# Antonín Kuchař (sochař)
Sochař a medailér Antonín Kuchař (13. prosince 1919, Olomouc – 16. července 1997, Karlovy Vary) patřil k nejvýraznějším uměleckým osobnostem poválečného Karlovarska. Tvořil převážně se svojí manželkou Ernou Gizelou Kuchařovou-Zuberovou.

## Život

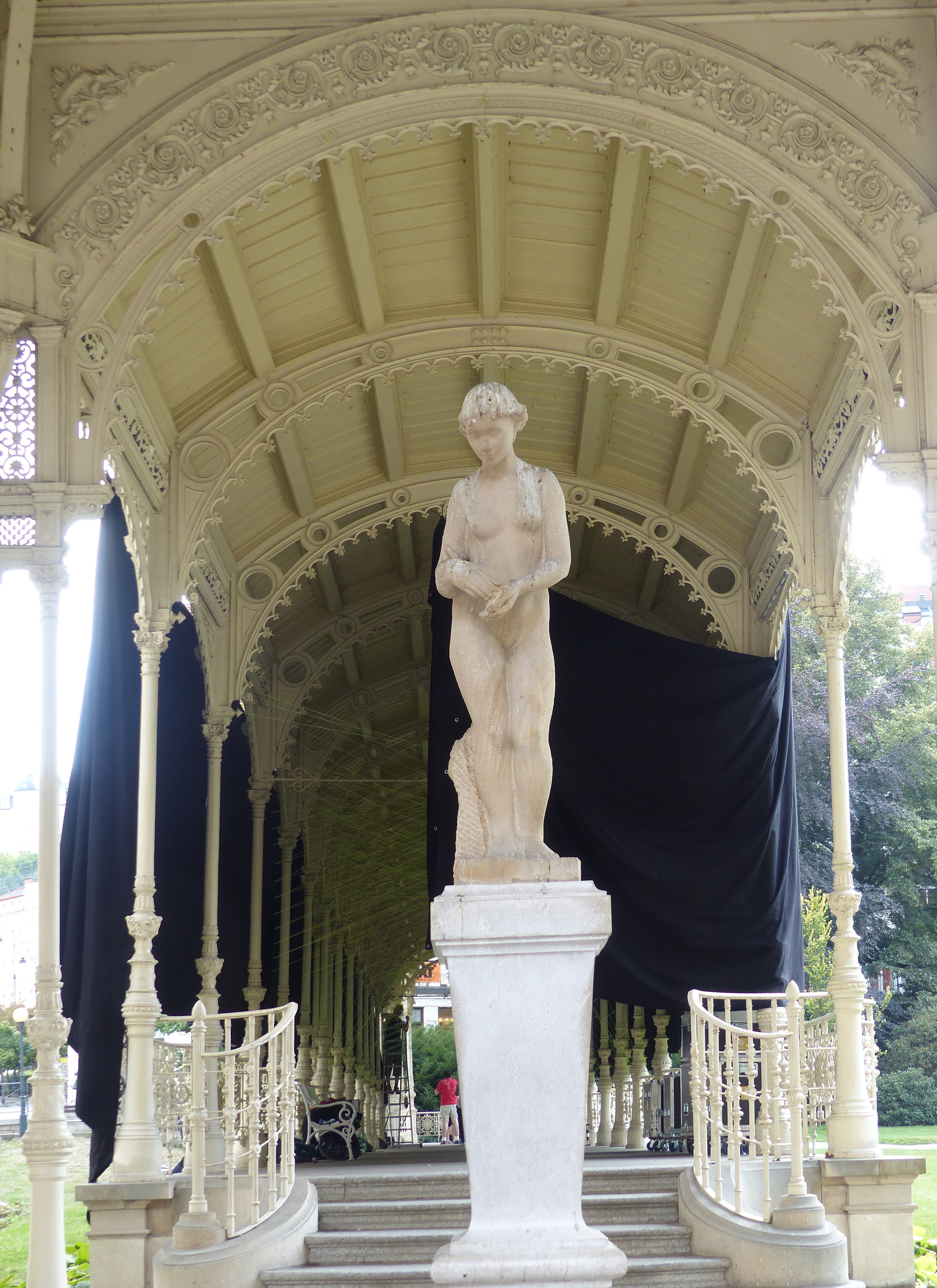
Socha Hygie v Sadové kolonádě v Karlových Varech

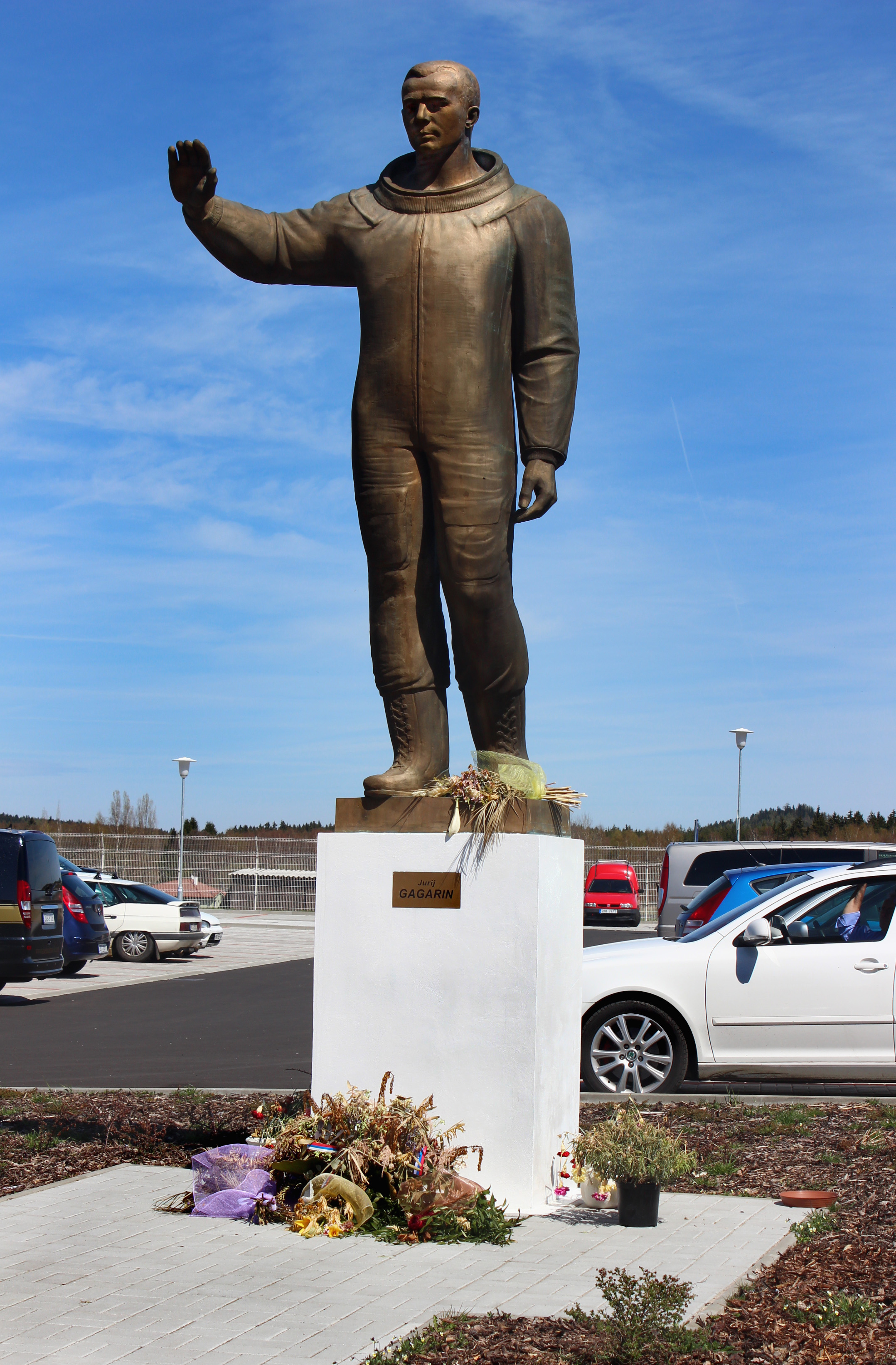
Pomník Jurije Gagarina před karlovarským letištěm

Narodil se 13. prosince 1919 v Olomouci. V letech 1934–1938 vystudoval kamenosochařskou školu v Hořicích v Podkrkonoší a v letech 1938–1939 a 1945–1946 Akademii výtvarných umění v Praze u profesora Otakara Španiela.
Za války pracoval v totálním nasazení v Drážďanech. Zde se seznámil s dcerou sochaře Aloise Zubera, sochařkou a keramičkou Ernou Gizelou Zuberovou. Po válce oba odešli (pěšky) do Karlových Varů, kde se natrvalo usadili. Manželství uzavřeli v roce 1946 v Lokti. Po většinu společného života tvořili i společná umělecká díla.
Antonín Kuchař zemřel 16. července 1997 v Karlových Varech; svoji ženu přežil o 17 let. Sochařský pár žil a také měl ateliér v domě, který byl původně městskou věznicí. Tento památný objekt byl pro dezolátní stav po roce 2006 zbourán a zbytky sochařských děl z padesátých let byly uloženy v Karlovarském muzeu.

## Tvorba
Mnohé z prací manželů Kuchřových jsou dnes známy jen z fotodokumentace a ze seznamů v katalozích kolektivních výstav, jejich další osudy už nelze vysledovat. Některé práce se zachovaly na veřejných prostranstvích, komorní tvorba se stala součástí uměleckých sbírek západočeských galerií.
Výběr prací:
- 1947–1948 – pískovcové sochy T. G. Masaryka pro obce Svatavu a Krásno, společné dílo s manželkou Ernou Gizelou Kuchařovou-Zuberovou, obě sochy byly po roce 1948 zničeny (ve Svatavě až v roce 1969)
- 1955 – pískovcová socha Hygieia v Sadové kolonádě v Karlových Varech, společné dílo se sochařkou a designérkou porcelánu Ludmilou Vojířovou[6]
- kolem 1960 – reliéf Vesmír, společně s Františkem Jelínkem, ve foyer bývalého divadla v Sokolově, alegorická figura letící ženy, bronz(?), případně patinovaná sádra, nezvěstný
- 1966 – plastika Radost, trachyt, původně v Sokolově na sídlišti Ovčárna, neznámo kdy přesunuta do Chodova, kde se nyní nachází v prostorách tamní umělecké školy
- 1973–1975 – Rudoarmějec pro obec Nejdek, společné dílo s manželkou Ernou Gizelou Kuchařovou-Zuberovou, pomník byl odhalen v květnu 1975 v souvislosti s 30. výročím osvobození Československa, po listopadové revoluci byl přemístěn na hřbitov
- 1974–1976 – plastika Nový život, pískovec, společné dílo s manželkou Ernou Gizelou Kuchařovou-Zuberovou, odhaleno 1989 v parku Anny Politkovské v Karlových Varech
- 1975 – pomník Jurije Gagarina, společné dílo s manželkou Ernou Gizelou Kuchařovou-Zuberovou, socha byla původně před Vřídelní kolonádou, později převezena ke karlovarskému letišti
- před 1980 – reliéfy pro mariánskolázeňskou kolonádu, společné dílo s manželkou Ernou Gizelou Kuchařovou-Zuberovou; na slavnostním odhalení cyklu v roce 1981 byl přítomen sám, manželka již nežila

## Výstavy
V roce 2018 se v Galerii umění Karlovy Vary konala souborná výstava Antonína Kuchaře a Gizely Erny Kuchařové-Zuberové.

## Zastoupení ve sbírkách
- Galerie umění Karlovy Vary
- Západočeská galerie v Plzni
- Galerie Klatovy / Klenová